# Cyriocosmus sellatus
Cyriocosmus sellatus là một loài nhện trong họ Theraphosidae.
Loài này thuộc chi Cyriocosmus. Cyriocosmus sellatus được Eugène Simon miêu tả năm 1889.